# Charles Fleischer
Charles Fleischer (Washington, 27. kolovoza 1950.), američki glumac i bivši glazbenik.